# Live Concert at the Forum
Live Concert at the Forum — концертный альбом американской певицы Барбры Стрейзанд, выпущенный в 1972 году на Columbia Records. Альбом был записан в концертном зале «Форум» в Лос-Анджелесе 15 апреля 1972 года. Концерт под названием Four for McGovern был организован в поддержку президентской кампании Джорджа Макговерна. Билеты можно было приобрести по цене от $5,50 до $100, мероприятие, в результате, принесло доход в 300 тысяч долларов. Однако, из-за больших расходов на организацию концерта, кампания Макговерна получила лишь 18 тысяч долларов.
Альбом был аранжирован Доном Ханной, Доном Костой, Питером Матцем, Клаусом Огерманом и Джином Пейджем. Дирижёром оркестра выступил Дэвид Шир, а бэк-вокалистами — группа Эдди Кендрикса. Продюсером стал Ричард Перри.
13 февраля 1973 года пластинка была сертифицирована Американской ассоциацией звукозаписывающих компаний как золотая, а 21 ноября 1986 — как платиновая.

## О концерте
Four for McGovern — благотворительный концерт в поддержку кандидата в президенты от Демократической партии Джорджа Макговерна.
В ходе предвыборной кампании 1972 года Макговерн соперничал с представителем Республиканской партии — Ричардом Никсоном. Макговерн был противником Вьетнамской войны, выступал за сокращение расходов на оборону и ратификацию Поправки о равноправии. Концерт получил поддержку большого количества знаменитостей. Уоррен Битти, ярый сторонник Макговерна, тайно подготовил весь концерт и убедил Стрейзанд выступить.
«У искусства есть способность объединять людей и в то же время приносить прибыль, я же время от времени могу быть хорошим организатором, поэтому я взялся сделать это», — говорил в те дни Битти прессе, — «Это не тот случай, когда Конрад Эрнхолт Смит раздаёт пожертвования или Фрэнк Синатра даёт целый ряд концертов в поддержку Хьюберта Хамфри. Это целая группа артистов, независимых и умных людей, которые согласны с позицией Макговерна. Я не говорю о том, что такие люди как Кэрол Кинг, Куинси Джонс или Барбра Стрейзанд не смогли бы собрать аудиторию для такого концерта самостоятельно, но когда они вместе, мы уверены, что будет аншлаг». Концерт состоялся 15 апреля 1972 года перед аудиторией в 18 тысяч человек. На сцене «Форума» выступали Барбра Стрейзанд, Джеймс Тейлор, Кэрол Кинг и Куинси Джонс, а поддержать их в качестве капельдинеров пришли сам Битти, Джек Николсон, Джули Кристи, Джин Хэкмен, Берт Ланкастер, Джон Войт, Салли Келлерман, Роберт Вон, Касс Эллиот, Джон Филлип Лоу, Пегги Липтон, Мишель Филлипс. В концертном зале также были замечены Грегори Пек, Бритт Экланд, Карли Саймон и Джони Митчелл.

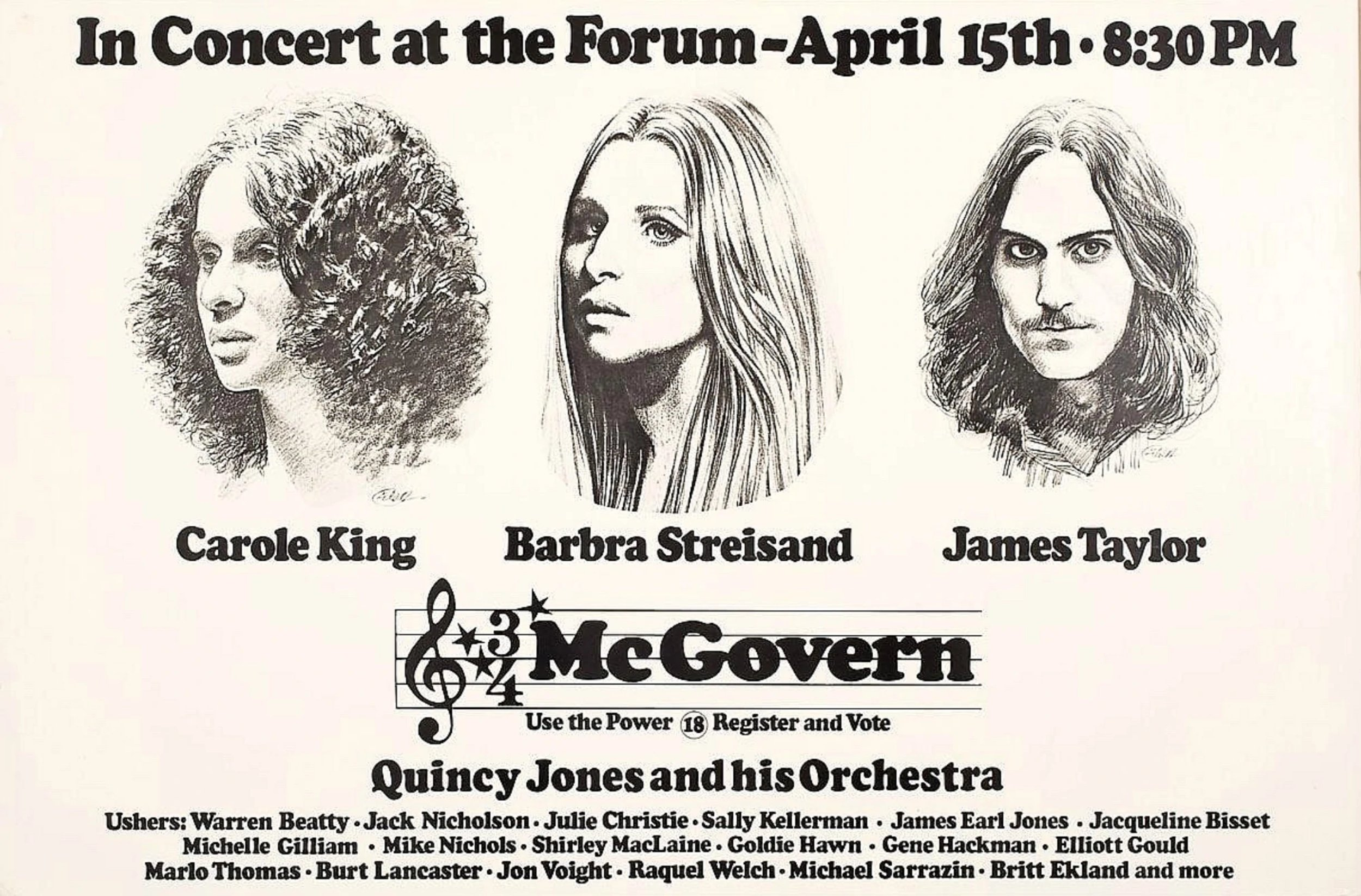
Афиша к концерту.

В 1976 году, в интервью Барбаре Уолтерс, Стрейзанд воспоминала об этом событии: «Я была так напугана. Я держала в руках тексты всех 15 песен. И я была так потрясена, когда зрители не покинули концерт после выступлений Кэрол Кинг и Джеймса Тейлора, что мой голос сразу увеличился на октаву. Я пела как птица, знаете, действительно высоко, ведь я так нервничала».
Певица знала о планах её лейбла Columbia Records по записи выступления, поэтому накануне она провела четырёхчасовую репетицию с оркестром и звукооператорами. Фотограф Стив Шапиро, который вёл съёмку тем вечером, вспоминал, что «до репетиции она не пела в течение шести недель, и всё равно её голос был великолепен. Она обладает по-настоящему невероятным талантом, и управляется с ним по-мастерски».
На концерте Стрейзанд появилась на сцене около 11 вечера, после выступлений Кэрол Кинг, Джеймса Тейлора и Куинси Джонса. Она была одета в чёрный атласный костюм с красным топом. Во время шоу она предложила зрителям выбрать, какую песню ей спеть следующей — её давний хит «Second Hand Rose» или свежую, на тот момент, композицию «Stoney End». Аудитория отдала своё предпочтение последней.
Дальнейший ход исторических событий показал, что своей главной цели концерт не достиг. Макговерн с огромным отрывом (17 голосов против 520) проиграл в президентской гонке Ричарду Никсону. Однако, незаконная слежка республиканцев за избирательным штабом Макговерна привела к политическому Уотергейтскому скандалу и, в конечном счёте, к отставке Никсона в 1974 году.
Спустя годы, Стрейзанд упомянула об этом концерте в своей речи 1995 года в Гарвардском университете: «Я дала концерт в поддержку Джорджа Макговерна в 1972 году, и я все ещё считаю, что он стал бы лучшим президентом, чем Ричард Никсон. Я разочарована, что так мало написано в защиту Макговерна. Действительно ли Макговерн был представителем контркультуры? Этот сын республиканского методистского священнослужителя был женат на одной женщине 51 год и провёл 35 боевых вылетов во время Второй мировой войны. Не странно ли, что его патриотизм оспаривался человеком, который никогда не служил в вооруженных силах и чью собственную семейную жизнь едва ли можно назвать образцовой?».
В 2008 году, на чествовании Уоррена Битти Американским институтом киноискусства, Стрейзанд вспоминала работу с ним на концерте в «Форуме»: «Мне повезло участвовать в одном из проектов Уоррена Битти: концерте в поддержку Джорджа Макговерна в 1972 году. Я в то время не давала концертов, но Уоррен был очень убедителен и настойчив. Он тайно руководил всей организацией: от приглашений до поиска других знаменитостей для проведения концерта… Несмотря на моё беспокойство и страх перед аудиторией, я была действительно рада, что Уоррен заставил меня выступить, ведь концерт был посвящён человеку, которым я по-настоящему восхищаюсь».

## Реакция критики
| Оценки критиков               | Оценки критиков |
| Источник                      | Оценка          |
| ----------------------------- | --------------- |
| AllMusic                      | [ 12 ]          |
| Billboard                     | без оценки      |
| Cashbox                       | без оценки      |
| Encyclopedia of Popular Music | [ 15 ]          |
| Record Mirror                 | без оценки      |
| Record World                  | без оценки      |
| Rolling Stone                 | без оценки      |
| Stereo Review                 | без оценки      |

Музыкальная пресса современников отреагировала восторженно на выпуск концертника. Американский еженедельник Record World разместил отклик на титульной обложке своего выпуска за 11 ноября 1972 года в числе лучших альбомов недели и назвал запись великолепной, отметив его изюминкой «фантастическое попурри „Sweet Inspiration“ / „Where You Lead“». В подобном ключе высказался и другое профессиональное музыкальное издание из США, Cashbox. Его обозреватель выделил вклад продюсеров и аранжировщиков проекта, сказав что они не пожалели «ни средств, ни чувств, ни артистизма» для его создания и, в итоге, «всё, что вы слышите, — это совершенство». Stereo Review выбрал Live Concert at the Forum в качестве лучшего поп-альбома месяца и посвятил ему большую статью. Её автор, Питер Рейли, сперва задаётся вопросом: «Почему Вы должны купить этот альбом?». В своих размышлениях он приходит к выводу, что пластинка «содержит полный заряд старомодного звёздного электричества», и считает это веской причиной для покупки. «В своем новом релизе от Columbia», — пишет Рейли, — «„Live at the Forum“ можно почти буквально услышать, как Барбра Стрейзанд берёт аудиторию в ладонь своей экстравагантно длинной руки, дразня её, волнуя её, заставляя смеяться и плакать — всё по сигналу. Её сигналу». «Это блестящее зрелище», — продолжает он, — «талант самого уникального рода, который может заставить 18 000 человек (альбом был записан на политический бенефис) устроить шесть оваций любому артисту за одно сорокапятиминутное выступление». В завершении обозреватель заключает: «Если у Стрейзанд никогда раньше не было партнера по записям, то сейчас он появился: это та аудитория в 18 000 человек, чей контакт с величайшей поющей актрисой нашего времени просто бьёт ключом вместе с этим незабываемым голосом».

## Продвижение, коммерческие показатели и значение
Альбом дебютировал в чарте Billboard Top LP’s & Tape с 100-го места 18 ноября 1972 года, а своего пика, на 19-й позиции, достиг 6 января 1973 года. Пластинка обернулась для Стрейзанд крупным успехом, 13 февраля 1973 года альбом был сертифицирован RIAA как золотой, а 21 ноября 1986 — как платиновый.
В поддержку альбома были выпущены три сингла, в основе двух первых были попурри. Первым, в мае 1972 года, стал «Sweet Inspiration» / «Where You Lead» с би-сайдом «Didn’t We». «Where You Lead» уже была выпущена как сингл с предыдущего студийного альбома Barbra Joan Streisand, достигнув тогда 40-й строки рейтинга. Запись дебютировала в чарте Billboard Hot 100 на 81-м месте 24 июня 1972 года, а 2 сентября сингл достиг своего пика на 37-й позиции, оставаясь в чарте 12 недель. В августе вышел второй сингл с альбома — «Sing» / «Make Your Own Kind of Music» с би-сайдом «Starting Here, Starting Now». Песня стартовала в чарте с 99-го места 30 сентября, достигнув пика на 94-й позиции и задержавшись в чарте лишь 3 недели. Заключительным синглом, стала песня «Didn’t We» с «On a Clear Day (You Can See Forever)» на второй стороне. Работа поступила в продажу в ноябре 1972 года. Ранее «Didn’t We» выпускалась как би-сайд первого сингла с данного альбома, получив тогда ограниченную раскрутку на радио и завоевав любовь радиослушателей. Сингл «Didn’t We» вошёл в Топ-100 с 98-го места 9 декабря 1972 года, достигнув в январе 1973 года 82-й строки и оставаясь в национальном рейтинге на протяжении двух месяцев.
Альбом принёс Барбре шестую по счёту номинацию на премию «Грэмми»: попурри «Sweet Inspiration»/«Where You Lead» было номинировано в категории «Лучшее женское вокальное поп-исполнение».
| \| \| \|                                           |                           |
| Синглы к альбому                                   |                           |
| Яблоко сингла «Sweet Inspiration»/«Where You Lead» | Яблоко сингла «Didn’t We» |

## Список композиций
| №  | Название                               | Автор(ы)                                      | Длительность |
| -- | -------------------------------------- | --------------------------------------------- | ------------ |
| 1. | «Sing» «Make Your Own Kind of Music»   | Джо Рапосо Барри Манн, Синтия Вайль           | 4:13         |
| 2. | «Starting Here, Starting Now»          | Ричард Молтби мл., Дэвид Шир                  | 2:35         |
| 3. | «Don’t Rain on My Parade»              | Джул Стайн, Боб Меррилл                       | 2:20         |
| 4. | «Monologue»                            | —                                             | 2:48         |
| 5. | «On a Clear Day (You Can See Forever)» | Бертон Лэйн, Алан Джей Лернер                 | 2:08         |
| 6. | «Sweet Inspiration» «Where You Lead»   | Дэн Пенн, Спунер Олдем Кэрол Кинг, Тони Стерн | 6:22         |

| №  | Название                           | Автор(ы)                                                 | Длительность |
| -- | ---------------------------------- | -------------------------------------------------------- | ------------ |
| 1. | «Didn’t We»                        | Джимми Уэбб                                              | 3:06         |
| 2. | «My Man»                           | Жак Шарль, Чаннинг Поллок, Альберт Уиллемец, Морис Ивэйн | 2:45         |
| 3. | «Stoney End»                       | Лора Ниро                                                | 2:52         |
| 4. | «Sing» «Happy Days Are Here Again» | Джо Рапосо Мильтон Эгер, Джек Йеллен                     | 4:18         |
| 5. | «People»                           | Джул Стайн, Боб Меррилл                                  | 4:22         |

## Участники записи
Приведены согласно конверту стандартного издания Live Concert at the Forum 1972 года в формате виниловой грампластинки.
- Барбра Стрейзанд — ведущий вокал

| - Эдди Кендрикс — постановщик вокала группа Эдди Кендрикса: - Венетта Филдс — бэк-вокал - Марти МакКолл — бэк-вокал - Джеральдин Джонс — бэк-вокал - Клайди Кинг — бэк-вокал оркестр: - Стелла Кастеллуччи — арфа - Билл Хеншоу — валторна - Боб Барин — скрипка - Арнольд Белник — скрипка - Бланш Белник — скрипка - Дженис Гауэр — скрипка - Генри Рот — скрипка - Джо Степански — скрипка - Уильям Хендерсон — скрипка - Джек Шульман — скрипка | оркестр: - Роллис Дейл — альт - Дэвид Кэмпбелл — альт - Энн Гудман — виолончель - Эммет Сарджент — виолончель - Томми Чек — барабаны - Рэй Неополитан — бас-гитара - Джо Сэмпл — фортепиано технический персонал: - Дон Коста — аранжировщик (песня 2) - Питер Матц — аранжировщик (песни 3, 5, 8, 11) - Клаус Огерман — аранжировщик (песня 7) - Джин Пейдж — аранжировщик (песня 9) - Ричард Перри — продюсер - Дон Ханна — аранжировщик (песни 1, 6, 10) - Билл Шни — звукорежиссёр - Дэвид Шир — дирижёр - Customatrix — мастеринг |

## Позиции в хит-парадах
| Хит-парад (1972—1973)       | Высшая позиция | Пребывание в чарте |
| --------------------------- | -------------- | ------------------ |
| Канада (RPM Top Albums/CDs) | 17             | 17 недель          |
| США (Billboard 200)         | 19             | 27 недель          |

| Хит-парад (1973)                   | Позиция |
| ---------------------------------- | ------- |
| США (Billboard Top Popular Albums) | 78      |

## Сертификации и уровень продаж
| Регион                                                      | Сертификация | Продажи    |
| ----------------------------------------------------------- | ------------ | ---------- |
| США (RIAA)                                                  | Платиновый   | 1 000 000^ |
| ^ Данные о тиражах приведены только на основе сертификации. |              |            |